# 提督之決斷II
《提督之決斷II》是指光榮在1993年推出的第二次世界大戰海戰策略遊戲──提督之決斷系列的第二代作品。

## 概要
遊戲最多供兩人遊玩。兩人模式則可選擇在一台電腦上交互操作，或透過RS-232C串行數據通信接口連接兩台電腦來進行遊戲。
以前作比較，第二代的遊戲增加了很多元素──陸軍的登場、軍用機以機種及機型分類並加上特徵、將巡洋艦分為重巡洋艦和輕巡洋艦兩等、每月月初進行會議商討目標，讓遊戲更接近史實。但是，在戰鬥系統方面，轉用回合制、棋盤形的戰場地圖、海戰系統的操作性不佳，均令玩家的印象大打折扣。故玩家對這個遊戲的評價不一定高。
其中，此遊戲最大的特色，是在每月第一日召開的會議。所謂的會議，其實是一個卡牌遊戲。所有的目標制定、外交、資源分配及募兵數量等事務，均需透過這個卡牌遊戲來決定。
玩家若選日本視點來進行遊戲，在會議中將扮演當時的海軍軍令部總長永野修身，面對內閣總理大臣東條英機、陸軍參謀總長杉山元、大藏大臣賀屋興宣、外務大臣東鄉茂德，為自己（海軍）爭取資源。若以美國視點來進行遊戲，玩家將扮演當時的海軍作戰部長兼美國海軍總司令歐內斯特·金，與總統富蘭克林·德拉諾·羅斯福、戰爭部長亨利·劉易斯·史汀生、財政部長小亨利·摩根索和國務卿科德爾·赫爾商討國策。
正因為這個有趣的卡牌遊戲，使得第二代遊戲比第三代遊戲的評價更高。
此遊戲亦提供威力加強版資料片，安裝後玩家可調節難易度、增加操作性，並新增四個遊戲劇本可供選擇。

## 劇本
長劇本
- 開戰前夕（1941.11.26～）
- 美軍的反擊（1942.5.27～）
- 敗北之路（1944.3.31～）

短期劇本
- 夏威夷戰役（1941.12.8～，即珍珠港事件）
- 南方戰役（1941.12.9～）
- 中途島海戰（1942.6.5～）
- 瓜達爾卡納爾島戰役（1942.8.7～，即瓜達爾卡納爾島戰役）
- 阿號戰役（1944.5.3～，即菲律賓海海戰）
- 捷一號戰役（1944.10.18～，即雷伊泰灣海戰）
- 本土防衛戰役（1945.2.19～，即沖繩島戰役）

假想劇本（需安裝威力加強版）
- 再一次開戰（1941.1.1～）
- MO戰役（1942.5.7～）
- 瓜達爾卡納爾島戰役II（1942.10.26～）
- 呂號作戰（1943.11.2～，即所羅門群島戰役）

## 评价
《Fami通》给予超级任天堂版本23/40分数。